# Crataegus yosgatica
Crataegus yosgatica är en rosväxtart som beskrevs av K.I. Christensen. Crataegus yosgatica ingår i Hagtornssläktet som ingår i familjen rosväxter. Inga underarter finns listade i Catalogue of Life.